# President Vargas
De President Vargas is een grote witte diamant die op 13 augustus 1938 in de rivier San Antonio in Brazilië werd gevonden.
De langwerpige steen woog ten tijde van de vondst 726,6 karaat. De diamantzoekers Joaquim Venancio Tiago en Manoel Miguel Dominguez verkochten de steen zo snel mogelijk voor $56.000. De makelaar verkocht de steen snel weer door voor $235.000. De volgende eigenaar was een syndicaat onder leiding van de Nederlandse Bank Unie dat de steen "President Vargas" doopte ter ere van president Giulio Dardanelles Vargas van Brazilië (1930-45 en 1951-54).
De beroemde New Yorkse diamantair Harry Winston kocht de steen van het syndicaat. Hij liet de steen voor $750.000 verzekeren en per post naar New York sturen.
De grote sterk langwerpige steen werd eerst in twee delen gezaagd. Het eerste fragment woog 20 karaat en daaruit werd een peervormige steen van 10,5 karaat geslepen.
Het restant van 706,6 karaat werd gekloofd. Zo ontstonden twee fragmenten van 150 en 550 karaat. Uiteindelijk werden uit de Vargasdiamant 19 grote en 10 kleine stenen met een gewicht van 411,06 karaat gewonnen. De grootste steen is een smaragdgeslepen steen van 48,26 karaat. Deze steen heeft de naam "President Vargas" gehouden. Andere stenen worden wel de President Vargas II enzovoort genoemd.
Zestien van de grotere stenen zijn als smaragden geslepen. Een steen is peervormig, een andere steen is een markies. Een steen is langwerpig of baguette geslepen. De kleinere stenen zijn driehoekig.
In 1944 kocht Robert W. Windfohr uit Fort Worth in Texas de President Vargas.
In 1958 kocht Harry Winston de steen terug. Hij liet de steen opnieuw slijpen, ditmaal tot een loepzuivere 44,17 karaat die hij in 1961 weer verkocht.
In 1948 heeft de heerser van Baroda een van de overige Vargasdiamanten aangekocht.
De smaragdgeslepen Vargas IV van 28,03 karaat en de Vargas VI van 25,4 karaat werden in 1989 en 1992 voor $781.000 en $396.000 geveild.
De fysische eigenschappen van de steen zijn uitzonderlijk. Ze behoren gemmologisch tot de type IIa diamanten en zijn chemisch van puur koolstof met een perfecte kristalstructuur. De kleur is nooit precies bepaald.
Hopediamant · Centenary · Cullinan · Koh-i-Noor · Lepelmaker · Bruine van Lesotho · Belofte van Lesotho · Golden Jubilee · Amsterdam-diamant · Darya-ye Noor · Sancy · Beau Sancy · Spiegel van Portugal · Taylor-Burton
Zie ook: Jean-Baptiste Tavernier · Lijst van bekende diamanten